# Verband der elektrotechnik elektronik Informationstechnik e.V.

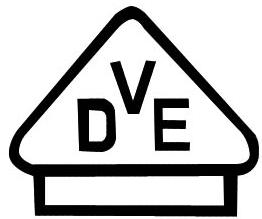
Le symbole apposé sur les produits montrant la conformité VDE

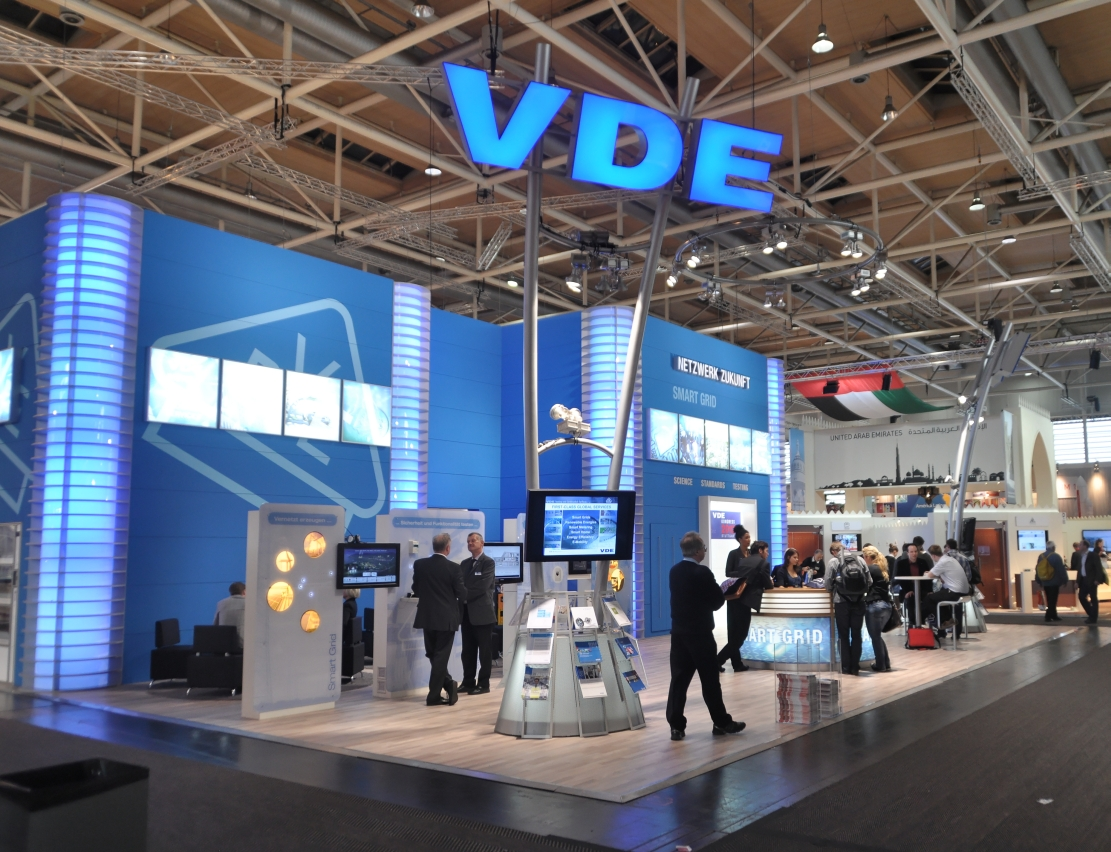
Un stand VDE lors de la Hannover Messe de 2012

La VDE est la « fédération allemande des industries de l'électrotechnique, de l'électronique et de l'ingénierie de l'information » Verband der Elektrotechnik Elektronik und Informationstechnik e.V..

## Historique
La VDE a été créée en 1893 à Berlin, sous le nom « fédération des électrotechniciens allemands » Verband Deutscher Elektrotechniker.
Trois ans plus tard, en 1896, elle publiait sa première recommandation.
En 1998, elle a été renommée sous sa nouvelle appellation, en conservant le sigle VDE.

## Présentation
Avec 33 000 membres, c'est l'une des plus grandes fédérations scientifiques et techniques en Europe.
Le rôle de la VDE est d'être :
- une association professionnelle, pour les ingénieurs des domaines susmentionnés ;
- une instance de normalisation.

Les prescriptions de la VDE les plus importantes pour la sécurité dans l'électrotechnique sont :
- les dangers de l'électricité ;
- les cinq règles de sécurité (VDE 0105) ;
- les tensions dangereuses ;
- dispositifs de prévoyance contre les accidents.

Cet organisme édite des normes sous une forme VDE ...

## Organisation similaire
CEBEC (en) - Laboratoire d’essais électriques, inspections et certifications situé à Bruxelles, Belgique.